# Archaius
Archaius tigris (від грецького αρχαίος, що означає «давній», архаїчний) є єдиним видом у відродженому роду Archaius. Спочатку поміщений у Chamaeleo, деякий час був переміщений до роду Calumma (Klaver & Böhme, 1986). Це загрожений вид хамелеонів, який зустрічається лише на Сейшельських островах Мае, Силует і Праслін. Як деревний вид, він зустрічається в первинних тропічних лісах, вторинних лісах із високим розмаїттям рослин, а також у гірських сільських садах, від рівня моря до 550 метрів.

## Опис
Маючи довжину лише 16 сантиметрів, цей вид є відносно малим для хамелеона. Колір тіла варіюється від непомітного світло-сірого до сміливого жовто-помаранчевого або навіть зеленого або темно-коричневого, як правило, з розсіяними чорними плямами та блідо-сірим підборіддям і горлом. Проте однією з найбільш характерних рис тигрового хамелеона є загострений виступ на його підборідді, який може досягати 3 міліметрів у довжину та розташований серед гребінця менших гострих виростів, які межують з нижньою частиною підборіддя.

## Поведінка і розмноження
Після короткої фази розігріву вранці цей хамелеон вирушає на пошуки комах та інших дрібних тварин, якими можна харчуватися. Як і всі хамелеони, цей вид полює, стріляючи у здобич своїм подовженим липким язиком із неймовірною швидкістю. Язик закріплений на смертоносній присосці, яка здатна вловити здобич, яку звичайна рептилія ніколи не сподівалася б утримати.
Розмноження на острові Мае пов'язане з інтродукціями рослин ананаса, в які тигровий хамелеон відкладає свої яйця. Ці рослини не використовуються на інших двох островах і природні місця гніздування залишаються невідомими, хоча вважається, що використовуються ендемічні панданус і пальми. У неволі кладки містять від п'яти до дванадцяти яєць.